# Tryne Crossing
Tryne Crossing är ett bergspass i Antarktis. Det ligger i Östantarktis. Australien gör anspråk på området. Tryne Crossing ligger 10 meter över havet.
Terrängen runt Tryne Crossing är platt. Trakten är glest befolkad. Närmaste befolkade plats är Davis Station, 16,7 kilometer sydväst om Tryne Crossing. 